# Trachylepis elegans
Espèce
Synonymes
- Euprepes elegans Peters, 1854
- Mabuya elegans (Peters, 1854)
- Euprepes sakalava Grandidier, 1872
- Mabuya sakalava (Grandidier, 1872)
- Mabuya elegans delphinensis Brygoo, 1983

Statut de conservation UICN

 LC  : Préoccupation mineure
Trachylepis elegans est une espèce de sauriens de la famille des Scincidae.

## Répartition

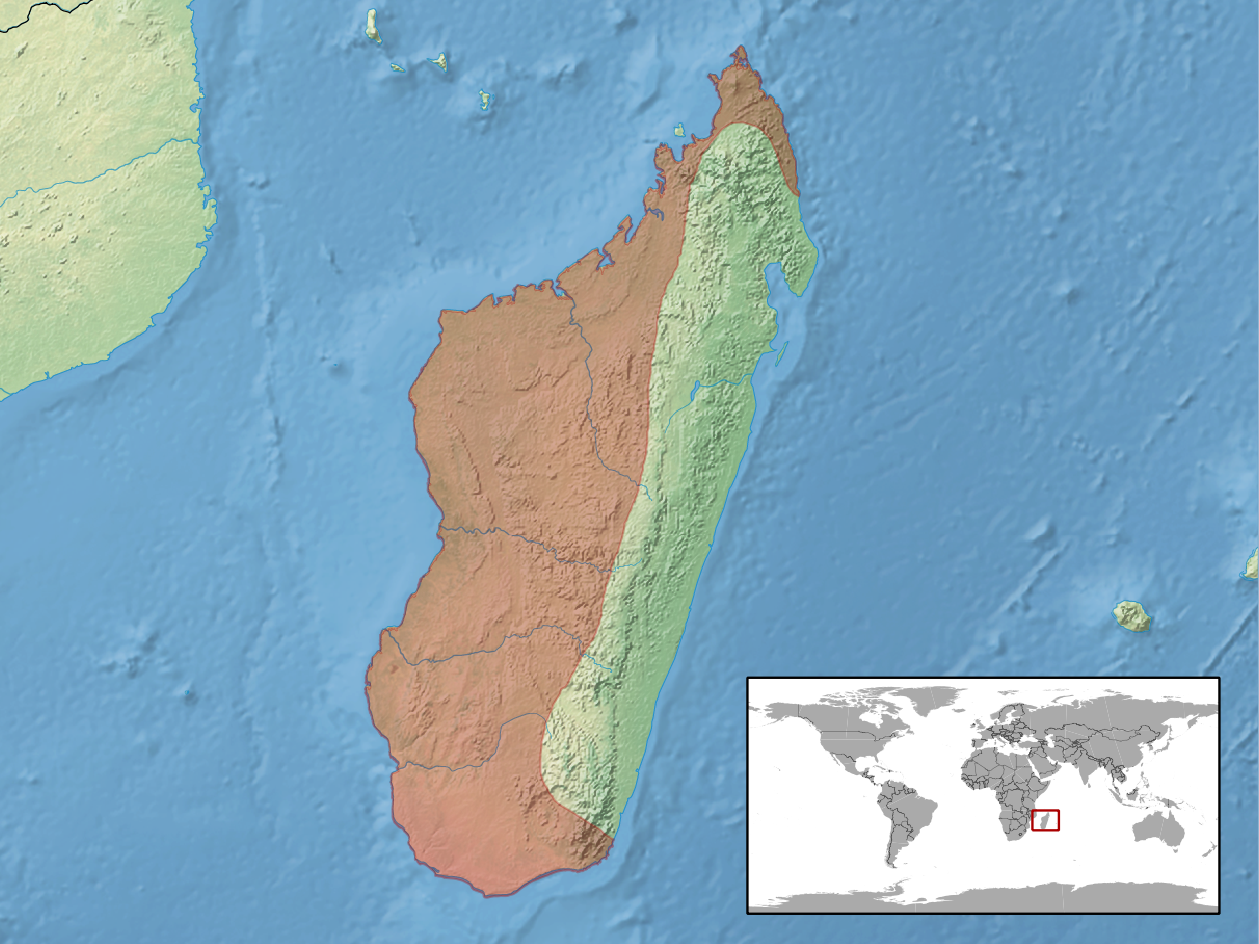
Répartition de l'espèce.

Cette espèce est endémique de Madagascar.

## Liste des sous-espèces
Selon The Reptile Database (14 décembre 2012) :
- Trachylepis elegans delphinensis (Brygoo, 1983)
- Trachylepis elegans elegans (Peters, 1854)

## Publications originales
- Brygoo, 1983 : Systématique des lézards scincides de la région malgache. XI. Les Mabuya de Madagascar. Bulletin du Muséum National d'Histoire Naturelle Section A Zoologie Biologie et Écologie Animales, sér. 4, vol. 5, no 4, p. 1079-1108.
- Peters, 1854 : Diagnosen neuer Batrachier, welche zusammen mit der früher (24. Juli und 17. August) gegebenen Übersicht der Schlangen und Eidechsen mitgetheilt werden. Bericht über die zur Bekanntmachung geeigneten Verhandlungen der Königlich preussischen Akademie der Wissenschaften zu Berlin, vol. 1854, p. 614-628 (texte intégral).